# Abdullah bin Abdul Kadir
Abdullah bin Abdul Kadir (1796-1854), aussi connu sous le nom de Munshi Abdullah (le terme Munshi signifiant professeur) est un écrivain malaisien. Né à Malacca, il est décédé à Djeddah, alors possession de l'Empire ottoman.

## Biographie
Munshi Abdullah est descendant d'un commerçant arabe de l'Hadramaout, avec  aussi des origines tamoules musulmanes et dans une moindre mesure malaises.
Munshi Abdullah suivit le même carrière que son père comme traducteur et instructeur de colons britanniques ou néerlandais.
Abdullah fut un critique acerbe du système monarchique malais (Kerajaan), qui selon lui est un frein aux progrès sociaux. Ce régime privait notamment les sujets malais d'éducation, expliquant l'absence d'initiatives pour le changement. Si ses condamnations peuvent apparaître exagérées, elles ne sont pas dénuées de fondement. Il est ainsi reconnu comme le premier journaliste malaisien, et ses idées modernes ont depuis largement inspiré les Malaisiens.
Munshi Abdullah a écrit le Hikayat Munshi Abdullah (L'Histoire du Professeur Abdullah), qui demeure un ouvrage de référence de l'histoire ancienne de la Malaisie. Le récit de son pèlerinage vers la Mecque.